# صنایع دستی استان هرمزگان
از صنایع دستی استان هرمزگان می توان به انواع حصیر بافی، سفالگری،گلابتون دوزی،جهله سازی اشاره کرد.
- گلابتون‌دوزی، خوس‌دوزی، بادله‌دوزی و زری‌دوزی از مهم‌ترین صنایع‌دستی بومی است که در واقع منحصر به استان هرمزگان است و مشابه آن‌ها در مناطق دیگر کشور یافت نمی‌شود.
- این هنرها در میان اهالی بندرعباس، بندرلنگه، بستک، و میناب کاملاً رایج است و از دیرباز برای تزیین لباس از آن‌ها استفاده کرده‌اند.
- حصیربافی از جمله صنایع‌دستی است که در میناب، بشاگرد و روستاهای اطراف آن رواج زیادی دارد و تقریباً تمامی زنان و دختران با آن آشنا هستند.
- سفالگری نیز در منطقه میناب، از صنایع دستی سنتی منطقه محسوب می‌شود.
- جهله سازی یکی از کم نظیرترین سفالینه‌های جهان است که امروزه تنها در روستای شهوار از توابع شهرستان میناب تولید می‌شود. این کوزه آبخوری با قائده کروی و غیر ایستا یکی از رایج‌ترین ظروف کاربردی مردم هرمزگان بود که علاوه بر تصفیه آب دمای آن را نیز بین ۷ الی ۸ درجه خنک می‌کرد. اما امروزه با ورود یخچال‌ها به میزان بسیار زیاد از کار برد آن کاسته شده‌است اما بواسطه فرم زیبای آن بیشتر درحوزه تجسمی مطرح می‌شود.